# M48巴頓坦克
M48巴頓坦克（英語：M48 Patton）是一款美國開發及製造中型坦克，也是繼M46巴頓及M47巴頓的第三代巴頓系列坦克，用於全面取代二戰時期的M4雪曼及M26潘興坦克，也用來替換在二戰後不久服役的M46及M47巴頓坦克。

## 概要
雖然M48的設計以M47巴頓為基礎改良而成，也應用了許多M47的組件，但其車體和炮塔經過重新設計。M48巴頓是美軍最後一款中型坦克，也是美國最後一款搭載90毫米炮的戰車；其後的改良型如M48A5換裝與M60相同的105毫米口徑炮。M48於1952年在美軍服役，M48之後被進一步改良為M60巴頓。當M60服役不久，美軍的M48便陸續退居二線，M1坦克在1980年服役後，M48便逐漸除役，最後一輛於1987年離開美國陸軍。然而美國大量供應盟國的M48，仍有持續的改良，包括吸收M60甚至是M1戰車上的新技術進行升級，延長使用壽限，雖然M48早已落伍，但可靠度高及容易維護，所以仍在部分國家活躍於二線。中国在对越南送来的M48作行驶试验后发现零部件的可靠性、操作维护轻便性和维修保养的方便性等优于59式（基于苏制T-54A）坦克，引擎与变速箱可以整体吊装方便更换。土耳其陸軍是M48改良型的最大使用者，該國擁有超過1400輛各型M48戰車，其中大約有1000輛已經封存，或是改為救濟車使用。

## 作戰記錄

### 越南

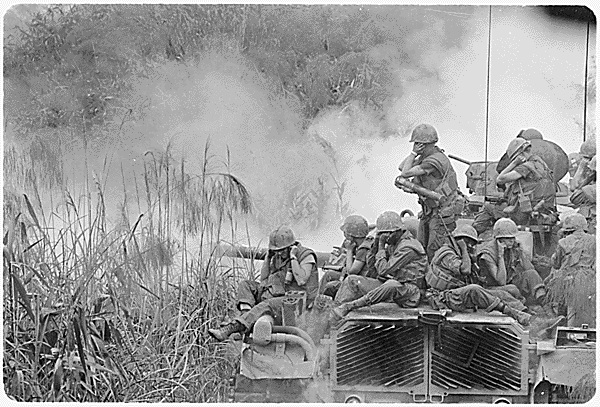
1968年4月，在越南的美軍與M48戰車

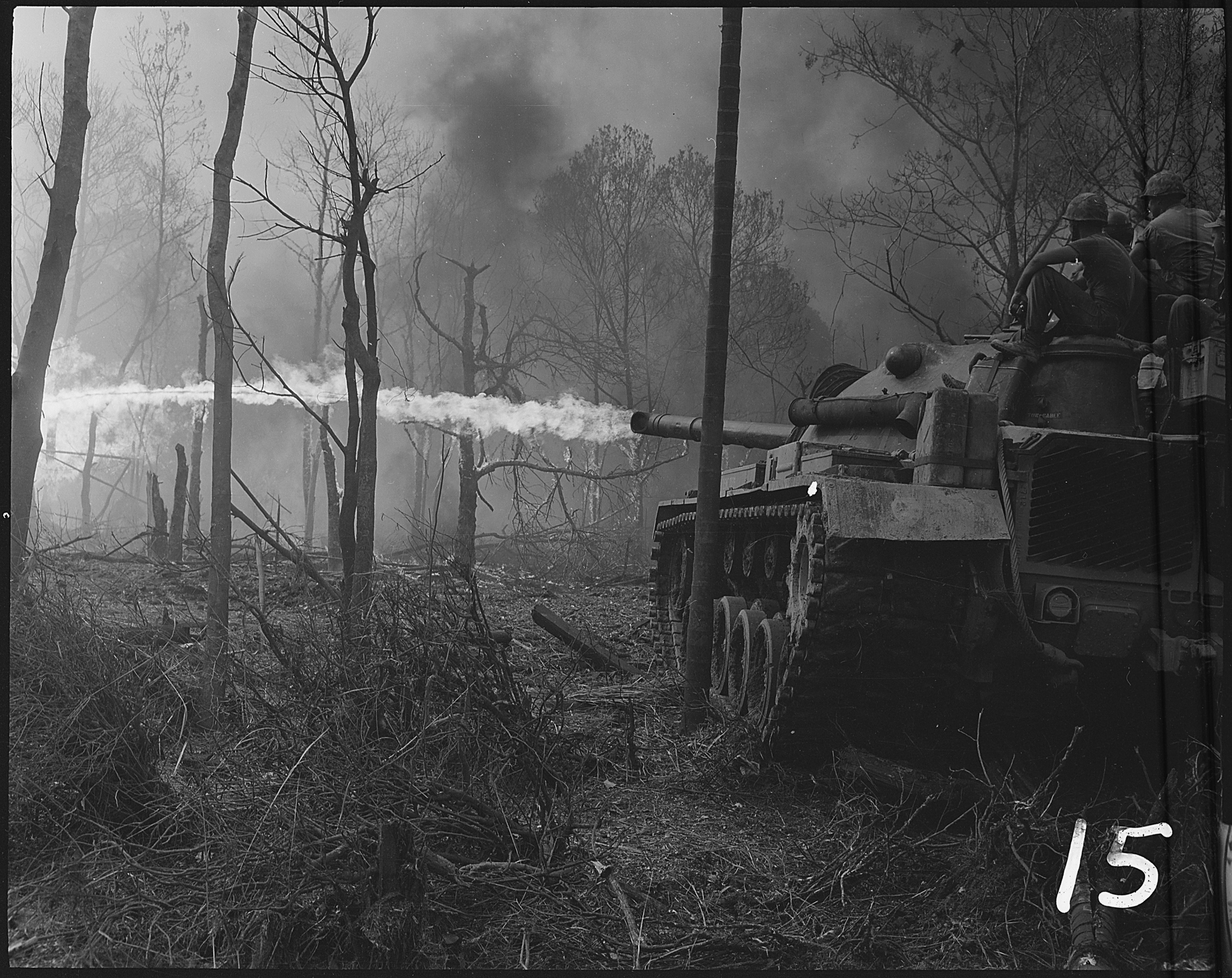
在越南戰場上的M67噴火戰車

雖然美軍在1960年代初已裝備大幅改良自M48的M60坦克，但由於駐防西德的美軍駐歐部隊須要直接面對蘇聯龐大的裝甲部隊，所以性能較佳的M60都被優先部署在西歐，駐防亞洲的美軍相對之下在當時只配備M48。由於越南不像歐陸有大面積的平原，而且北越陸軍裝備的坦克也不多，最具威脅的是蘇聯援助的T-55，爆發大規模坦克戰的機會不高，所以美軍在越南並沒有派出M60，駐越美軍在越戰期間以M48作為裝甲部隊的主力，美軍有超過600輛M48戰車被佈署於越南戰場之上。M48首次出現於越南是1965年，當美國海軍陸戰隊第一戰車營與第三戰車營抵達該地之時。隨著海陸第五戰車營的抵達，該地的M48戰力得以持續強化。美國陸軍所屬的M48部隊也隨後抵達湄公河三角洲地區及其他戰略重點地區；每一個美軍的戰車營由大約57輛戰車所構成。除此之外，部屬於當地的裝甲騎兵中隊也採用M48取代M551空降戰車。M48的衍生車型，M67A1噴火戰車也可見於越南戰場之上。
當美軍逐步撤離越南時，大量的M48A3被轉移至南越陸軍之中，與M41輕戰車共同構成南越陸軍之裝甲主力。在1972年北越的復活節攻勢時，M48與M41便常與北越軍的T-54及PT-76戰車部隊發生衝突，互有傷亡。
M48在越南大多扮演步兵支援的角色，僅有少數幾次戰車對戰的狀況發生。在多數的戰役中，M48均表現出良好的防護能力，並成功的打擊北越所擁有的T-34與T-55型戰車，甚至幾次成功的遲緩北越進軍的速度。在1975年南越淪陷之後，這些美製坦克曾短暫的在越南人民陸軍中服役，但因缺乏所需的彈藥及整修零件，很快便結束其服役生涯。

### 印巴戰爭
巴基斯坦陸軍在1965年印巴戰爭之中也使用M47與M48戰車對抗印度陸軍的裝甲部隊，並取得不錯的戰果。1971年第二次印巴戰爭時，則與印度方面互有勝負。

### 中東地區
M48在六日戰爭其間的戰果難以一概而論。以色列國防軍改用105公厘戰車砲的M48戰車成功地抵擋住埃及的T-34與SU-100的攻勢。但在西側戰場上，約旦的M48戰車卻被以色列的M51超級雪曼所擊潰。約旦在西戰場的失敗並不全然是因為戰車的問題，也歸因於以色列的空中優勢。最終，以色列擄獲了100輛左右的約旦M48與M48A1戰車，並轉而投入以色列裝甲部隊中服役。

### 非洲
巴基斯坦的M48戰車1993年也曾投入摩加迪休之戰，以救援美軍被擊落直昇機的駕駛員。

## 衍生車型

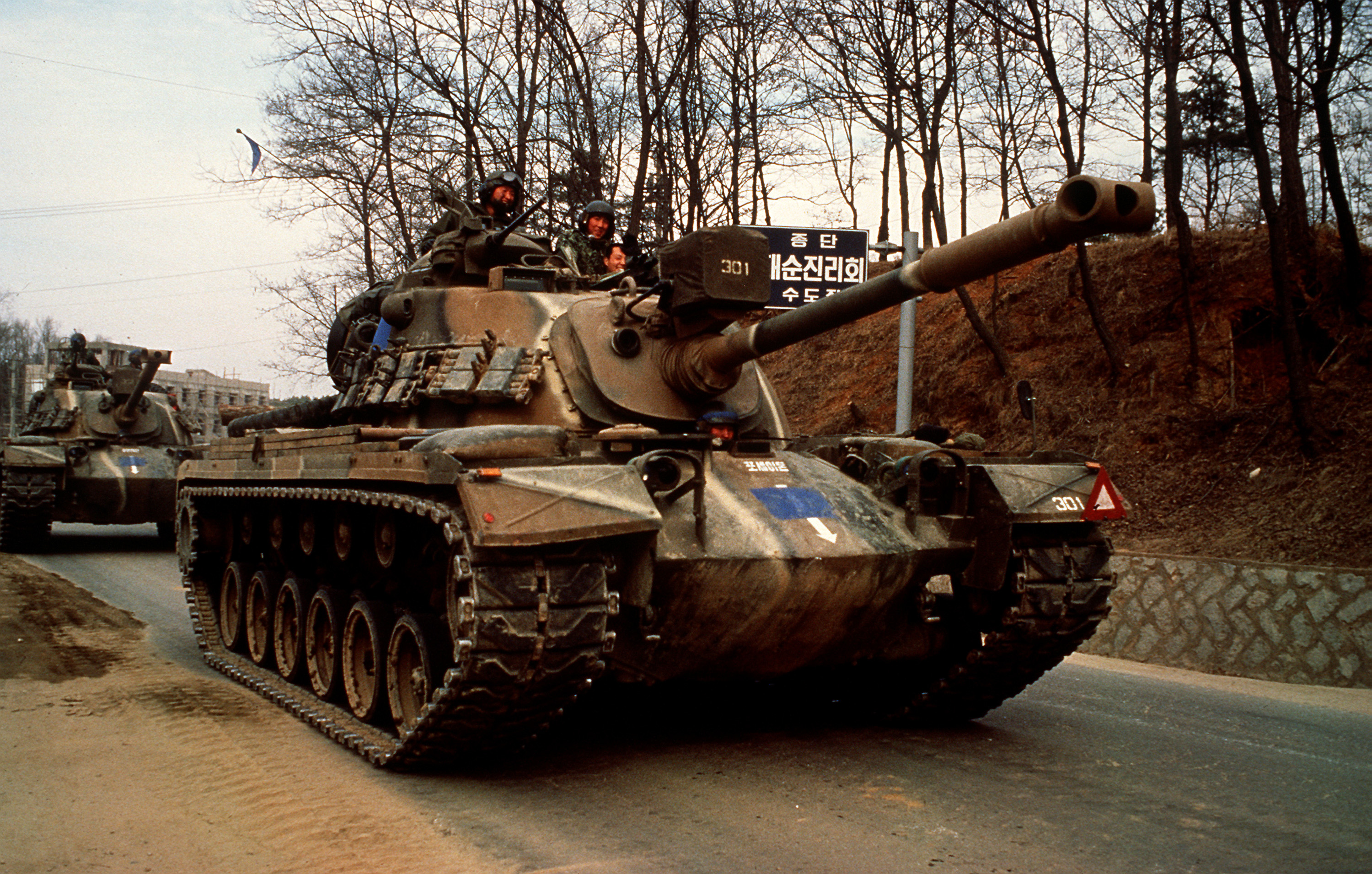
南韓陸軍的M48改裝型

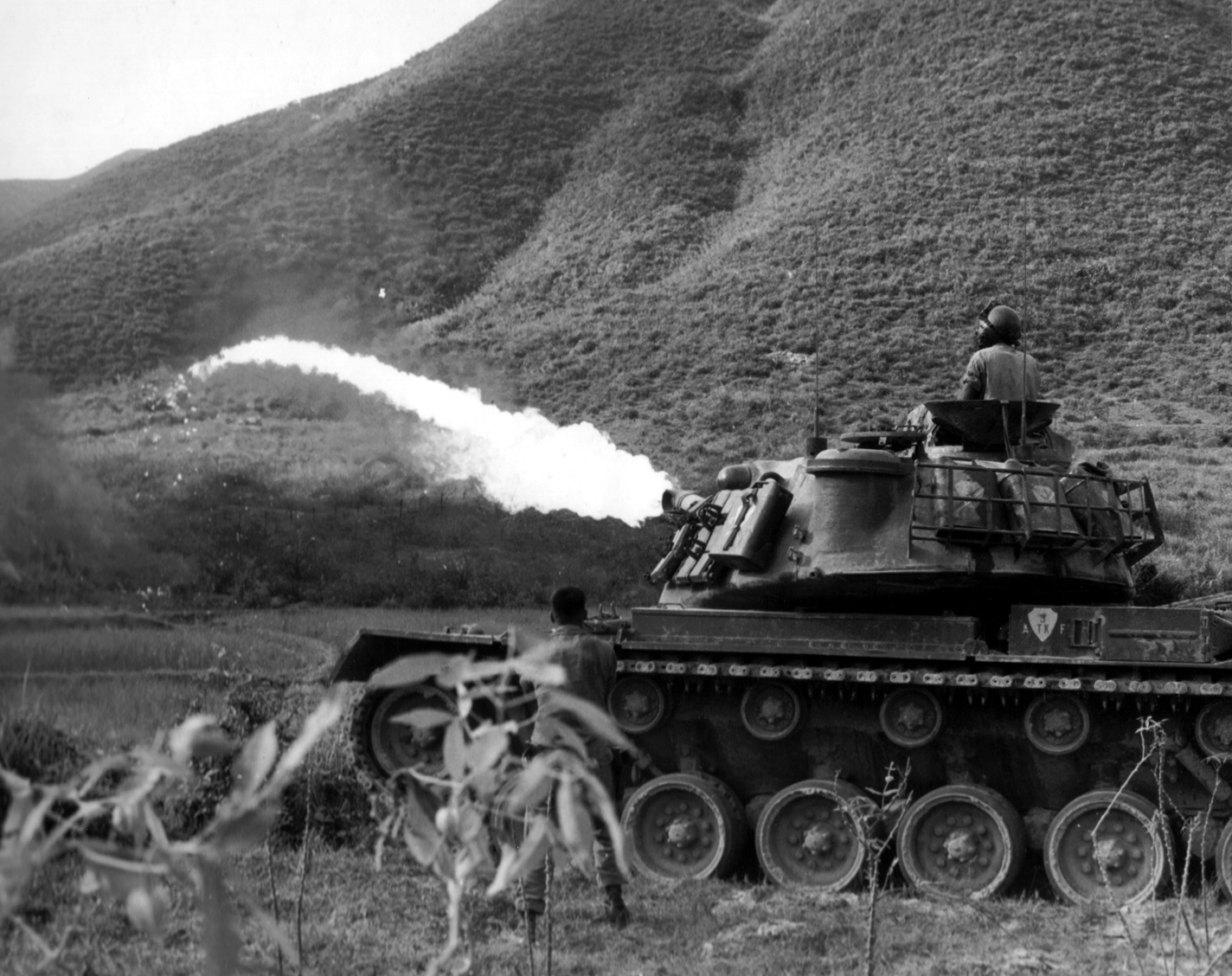
M48噴火戰車，美軍給予型號M67

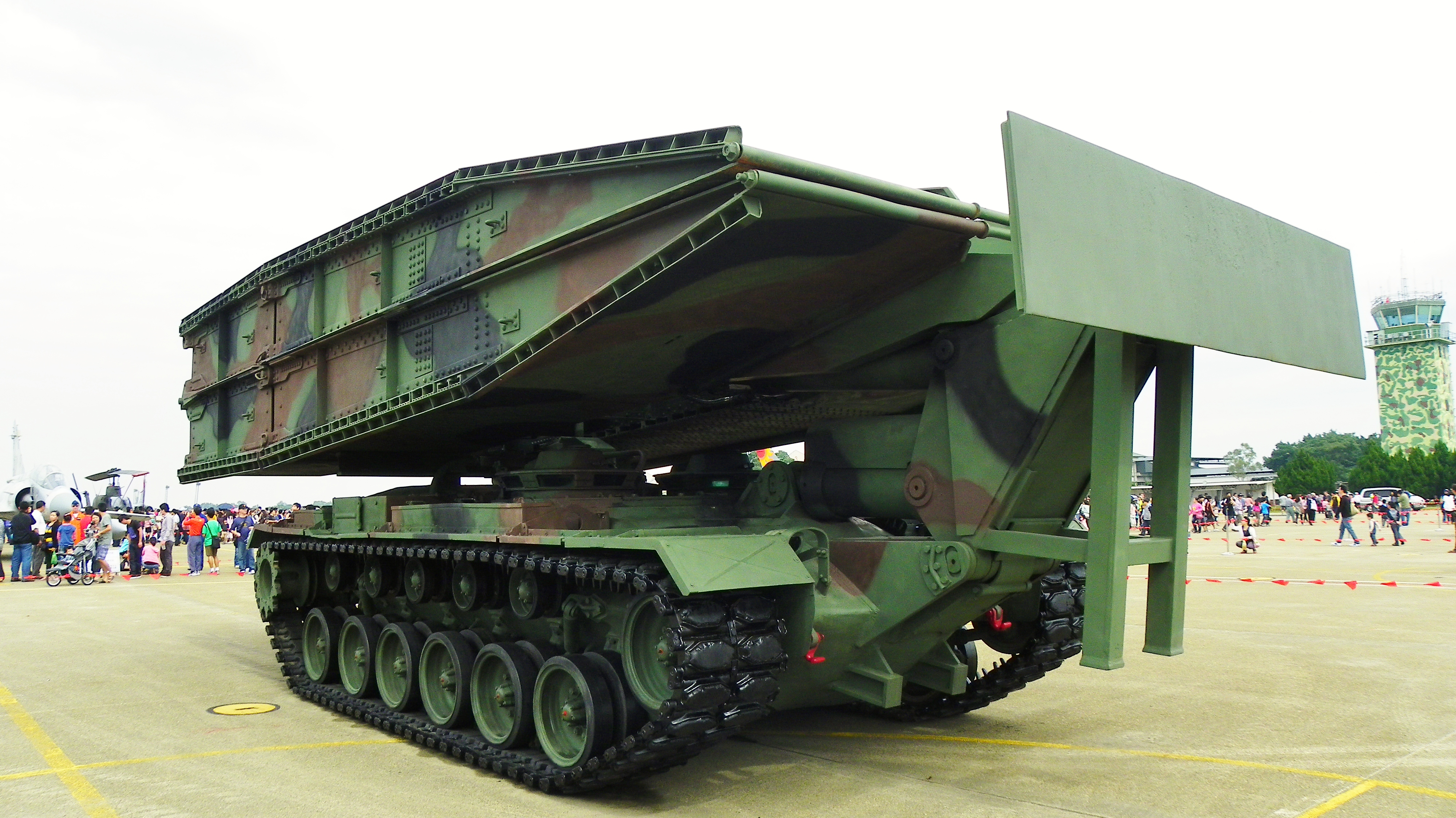
M48A5 履帶機動橋

M48 - 美軍早期使用型。
M48A1 - 1953年起量產，採用新的駕駛艙設計，並安裝了可在炮塔內操作M2重機槍的M1車長槍塔。
M48A1E1 - 將M48A1主炮更換為M68戰車炮的實驗車，與M48E1一同作為M60戰車的開發用基礎平台。
M48A1改 - 中華民國自行對M48A1性能重整版本，動力更換為AVDS-1790-2DM柴油發動機，油箱加大為245加崙，類似於M48A3，但與M48A3最大的外觀不同是保留了M48A1的水平格柵斜面車尾構型。
M48A2 - 1955年推出，1956年起量產，針對M48A1進行動力包件與傳動系統改進後的版本。另外也強化了砲塔的控制能力，該車仍然使用汽油引擎，雖然曾經短暫少量部屬於越南使用，但是隨即因為這個缺點而調離。
M48A2C - 更換成M17測距儀，對彈道控制進行強化後的版本，同時亦移除了可變張力陸輪。
M48A2GA2 - 1960年代，美國向聯邦德國（西德）陸軍供應1800輛M48A2C坦克，裝備西德陸軍第三軍。70年代，這些坦克大部分被豹1坦克取代，被取代的M48A2C大部分被轉手到希臘、土耳其、葡萄牙等北約盟國，也有一部分供給以色列，西德陸軍只保留800輛自用。西德陸軍在1978年起為650輛M48A2C進行升級，1978年年中完成首輛升級改造，被稱為M48A2GA2坦克，改裝工作交由威格曼（Wegmann）公司負責。1980年11月，最後一輛經升級的M48A2GA2交貨。M48A2GA2的戰鬥重量為47.8噸，車高減為2.9米。
主要改進項目包括：
（1）移除原裝的90毫米炮，換裝豹1坦克的105毫米L7A3式線膛炮，炮身裝有熱護套和行軍閉鎖裝置，可發射與豹1相同的彈藥。7.62毫米同軸機槍與105毫米火炮剛性聯接。彈藥架經過改進，炮彈基數為46發。
（2）安裝了與以色列設計的新型車長指揮塔，塔上安裝了1挺7.62毫米機槍，可旋轉360°，高低射界為-10°～+75°，塔四周佈置8具潛望鏡。
（3）炮塔兩側各裝4具西德製造的煙幕彈發射器。
（4）安裝了1個駕駛員微光潛望星光夜視鏡，車上還安裝聯邦德國通用電氣德律風根（AEG-Telefunken）公司研製的PZB200型微光電視，供車長和砲長夜間觀察和瞄準用，微光電視攝影機安裝在主砲防盾上，內部可裝1個或2個監視器。
M48A3 - 1963年起推出，最大特點是改配AVDS1790柴油引擎。M48A3改用M60的动力包，包括柴油引擎与液力传动，亦使用了新的火控系統，車尾構型為兩片垂直格柵板，並且油箱改為375加崙。由於M60已經量產，所以M48A3並沒有量產的新造車，此型車均由M48A1到M48A2C等現有車型升級而成。
M48A4 - 為了替補M60A2失敗時的備用方案，計畫將M60A2的炮塔移植至M48的車身，未量產。
M48A5 - 1970年代中期，美國陸軍以代號XM736計畫發包給陸軍所屬兵工單位研發火力升級的M48。主砲換裝M68、同軸機槍更換為M60E2機槍（1977年部分更換為M240C機槍）；所有M48A5均非新造車，全由美國安尼斯頓陸軍軍械站以M48A1／A2／A3升級，因升級費用只需122000美金，比當時新造M60戰車便宜（1970年代M60一輛新車單價需42萬美金）；升級工程從1975年10月到1979年12月，計升級了2069輛M48A5。美軍只將其配發至州政府所屬的國民警衛隊，陸軍並無正式採用。
M48A5PI - 將原本自M48A1起裝設的M1車長槍塔更換成以色列製Urdan車長旋轉塔的實驗型號，最後此設計得到M48H採用。
M48A5E - 西班牙改良版本，自1978-1979年完成翻修改裝。翻修以美國版M48A5規格改良，觀瞄使用M17B1C測距儀、射控為M13A4彈道計算機、與美軍規格的相異處為配備發射有白光波長的紅外線探照燈。
M48A5E1 - 西班牙改良版本，由M48A5E增裝西德製四連裝煙霧彈發射器的小規模改良型。
M48A5E2 - 西班牙改良版本，自1981-1983年完成改裝，計改裝164輛。更換AVDS-1790-2D引擎；射控系統以休斯電子的Mk7數位化射控計算機，整合雷射測距儀、星光夜視儀等被動夜視觀測設備，車長槍塔撤除更換為Urdan車長旋轉塔。
M48A5E3 - 西班牙改良版本，1993年由M48A5E2改裝完成原型車後計畫取消。原計畫比照M60A3TTS規格更換夜間觀測設備，且改良主砲穩定機構，後因無改良價值計畫取消。
M48A5T1 - 土耳其M48A5改良版本，1980年代初改良。土耳其因塞浦路斯問題與美國關係緊繃，最後決定和西德合作改良翻整，動力更換德國MTU柴油引擎、夜視觀測採用PZB 200微光夜視設備，主砲使用M68戰車炮。
M48A5T2 - 土耳其改良版本，自1987年9月至1991年12月改良，計改裝760輛。比照M60A3TTS標準的車型，使用西德製雷射測距儀、紅外線熱影像儀的現代化版本。
M48A5K - 韓國改良版本，新增側裙板，主砲換裝M68A1。
M67 "Zippo - 由M48改造，將炮塔更換為火焰噴射器的噴火戰車。M67亦有A1與A2型，分別是從M48A1與M48A2改造而成。
M247 - 以M48的底盤安裝裝有雙管40公厘快炮與射控雷達炮塔的對空炮車，但從測試起便毛病叢生，很多缺陷未能有效解決，最後在生產50輛後計畫中止。
CM-11/M48H - 採用配備105毫米口徑炮的M48A5PI炮塔，並安裝在新購的M60A3車體上，同時大幅升級火炮穩定、偵測與射控系統，射控系統的技術水平接近當時美國的M1主力戰車。
CM-12 - 中華民國對M48A3的進一步改良型，CM-12保留原M48A3的車體，炮塔改造至CM-11的技術水平，包括換裝105毫米口徑炮及改用CM-11的射控系統，改裝後的外觀則類似M48A5戰車，但內部配置有較大分別。
M48A5履帶機動橋 - 又稱M48A5前進架橋車，中華民國陸軍以M48A5戰車的底盤，上裝摺疊式門橋改造而成。
T54 - 試圖在M48車體裝上105毫米主炮+自動裝填機的試驗型號，因為T95計畫的關係取消研發。
馬戈其3（Magach III） - 以色列現代化改良版M48A1/A2C/A3，換裝英製105mm L7A1主砲、低輪廓車長指揮塔、通信系統、750匹馬力的AVDS-1790-2A柴油引擎與CD-850-6變速箱、加裝"Blazer"爆炸反應裝甲、M111型105mm尾翼穩定脱殼穿甲彈。在1982年参加了以色列入侵黎巴嫩的作战行动。
M48 SUPER - 西德在90年代推出的基於M48A2GA2的升級方案。換裝新的1000馬力發動機，換裝擁有4個前進檔和4個倒檔的新變速箱。換裝新的火控，帶有鐳射測距儀且有炮長和指揮官的熱成像儀。同時，也在炮塔上外掛模塊化裝甲以增強對化學能彈藥的防禦能力。共建造了5輛原型車，其中1輛原型車的發動機為實驗性的燃氣輪機，數據不詳。

## 用戶

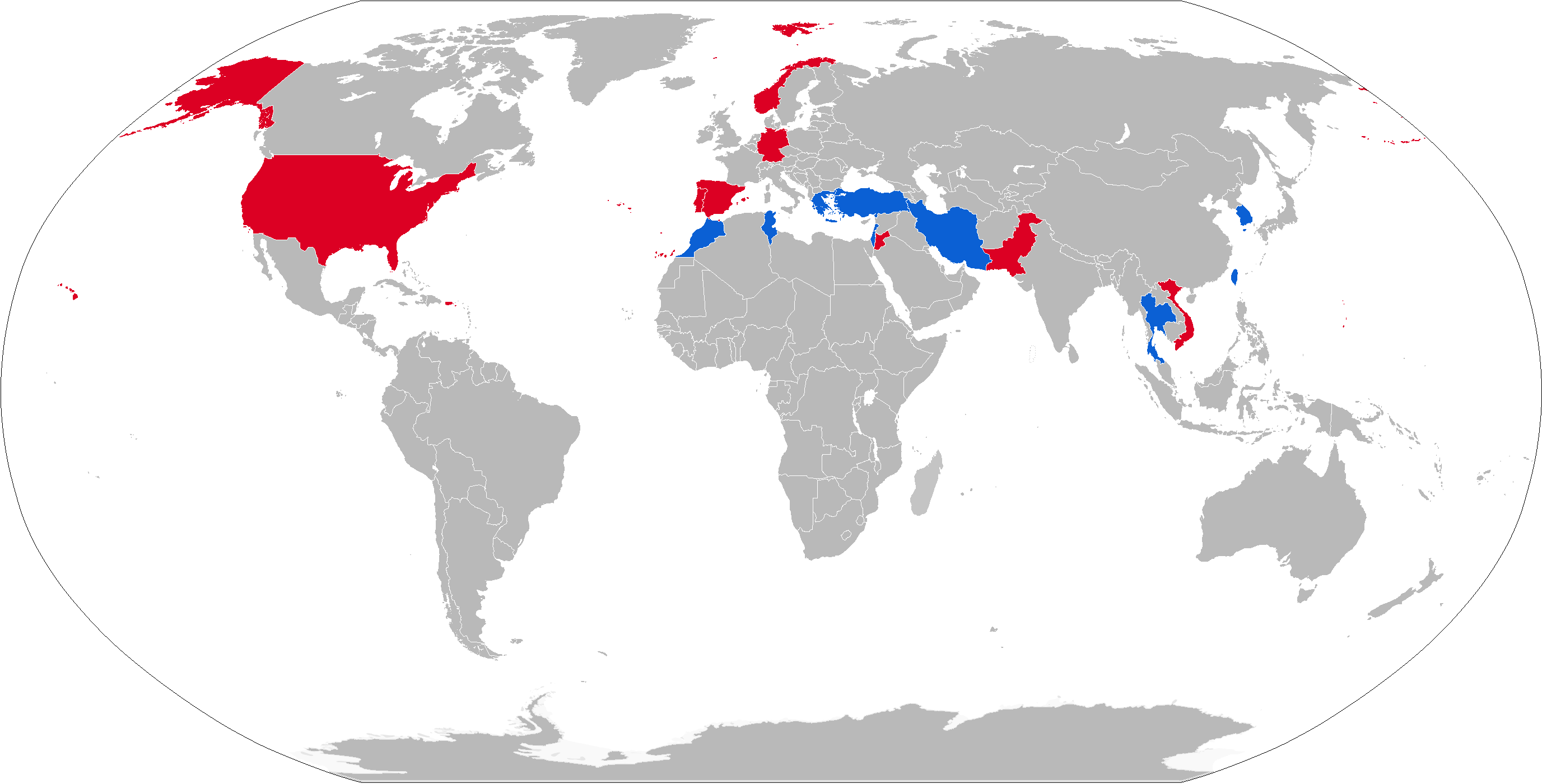
深藍色表示現在使用M48型戰車的國家，紅色為曾經使用過的國家

### 現役
- 希腊：390輛M48A5MOLF及80輛M48A5。
- 伊朗：80輛
- 以色列：561輛M48A5等級的Magach 5 Golan戰車[5]。
- 约旦：200輛
- ：380輛M48A3K及500輛M48A5K，將由韓國自製的K2戰車取代。
- 黎巴嫩：104輛M48A1及M48A5輛
- 摩洛哥：300輛M48A5
- 中華民國：1973年到1980年初以「火牛專案」為代號分四批引進M48A1共309輛，並於1980年代陸續自行進行性能重建並更換為AVDS-1790-2DM柴油發動機，油箱容量也加大為245加侖，使得行巡距離由113公里增加至280公里（與美軍升級的M48A3有所不同，因此國軍自稱的M48A3，實為M48A1的自行改良型）[6]。萬乘四號車，為萬乘計劃其中之一，是將M48A1自行改裝為M48A5樣式，主砲更換為M68式105口徑戰車砲，砲身行軍鎖移至尾端，發動機亦改裝為柴油機並加裝紅外線夜視系統，僅一輛，該車目前放置於裝甲兵學校展示，亦標示為M48A5，但可注意到其車長槍塔、車燈樣式、履帶與真正的M48A5有微妙不同[7]。在1986年執行「勇虎專案」使用M48砲塔及M60車身生產450輛CM-11戰車（美方代號：M48-H）[8]；此外為當中狀況較佳的100輛M48A3戰車升級為CM-12戰車，其餘未獲升級的M48A3則全數除役。由M48A3改造的CM-12在2018年起陸續轉為「平封戰啟」的備役狀態，預期在M1艾布蘭主力戰車運交後CM-12逐漸除役，CM-11則進行翻修及升級[9]。
- 泰國：105輛M48A5。
- 土耳其：共引進2250輛M48家族，其中1,389輛M48A5T1已除役，目前仍服役者僅剩758輛M48A5T2。

## 退役
- 挪威
- 葡萄牙：採用M48A5，後以M60A3TTS與豹二A6型取代。
- 越南共和国：接收自美軍原本使用的M48A3。
- 西班牙
- 突尼西亞
- 美国
- 西德
- 越南：越戰後期由於南越共和國軍節節敗退，北越軍隊接收了南越軍隊拋棄的M48A3，並有部分參加了對南越最後攻勢，但因為缺乏零件維修，越戰結束不久陸續除役。
- 巴基斯坦：345輛M48A5，服役至2002年。

## 外部連結
- AFV Database: M48 Patton （页面存档备份，存于）
- GlobalSecurity.org: M48 Patton （页面存档备份，存于）
- Patton-Mania （页面存档备份，存于）